# Seznam řek v Rusku
Nejdelší řeky v Rusku (rusky řeka река). Tabulka obsahuje řeky, které mají na území Ruska délku 1000 km a více a také některé kratší.

## Tabulka řek
| Poř. | Řeka           | rusky           | Délka (km) | Povodí (km²) | Ústí do              | Ústí kde                     |
| ---- | -------------- | --------------- | ---------- | ------------ | -------------------- | ---------------------------- |
| 1.   | Lena           | Лена            | 4400       | 2 490 000    | moře Laptěvů         | Sagastyr (Rusko)             |
| 2.   | Ob             | Обь             | 3650       | 2 990 000    | Karské moře          | Salechard (Rusko)            |
| 3.   | Volha          | Волга           | 3531       | 1 360 000    | Kaspické moře        | Astrachaň (Rusko)            |
| 4.   | Jenisej        | Енисей          | 3487       | 2 580 000    | Karské moře          | Usť-Port (Rusko)             |
| 5.   | Dolní Tunguska | Нижняя Тунгуска | 2989       | 473 000      | Jenisej              | Turuchansk (Rusko)           |
| 6.   | Amur           | Амур            | 2824       | 1 855 000    | Ochotské moře        | Nikolajevsk na Amuru (Rusko) |
| 7.   | Viljuj         | Вилюй           | 2650       | 454 000      | Lena                 | Tas Tumus (Rusko)            |
| 8.   | Oleňok         | Оленёк          | 2292       | 219 000      | moře Laptěvů         | Usť-Oleňok (Rusko)           |
| 9.   | Aldan          | Алдан           | 2273       | 729 000      | Lena                 | Batamaj (Rusko)              |
| 10.  | Kolyma         | Колыма          | 2129       | 643 000      | Východosibiřské moře | Kraj Lesa (Rusko)            |
| 11.  | Irtyš          | Иртыш           | 1900       | 1 643 000    | Ob                   | Chanty-Mansijsk (Rusko)      |
| #    | Vitim          | Витим           | 1837       | 225 000      | Lena                 | Vitim (Rusko)                |
| #    | Indigirka      | Индигирка       | 1726       | 360 000      | Východosibiřské moře | Ojotung (Rusko)              |
| #    | Ural           | Урал            | 1550       | 237 000      | Kaspické moře        | Atyrau (Kazachstán)          |